# 倫泰希
42°47′N 42°44′E / 42.783°N 42.733°E

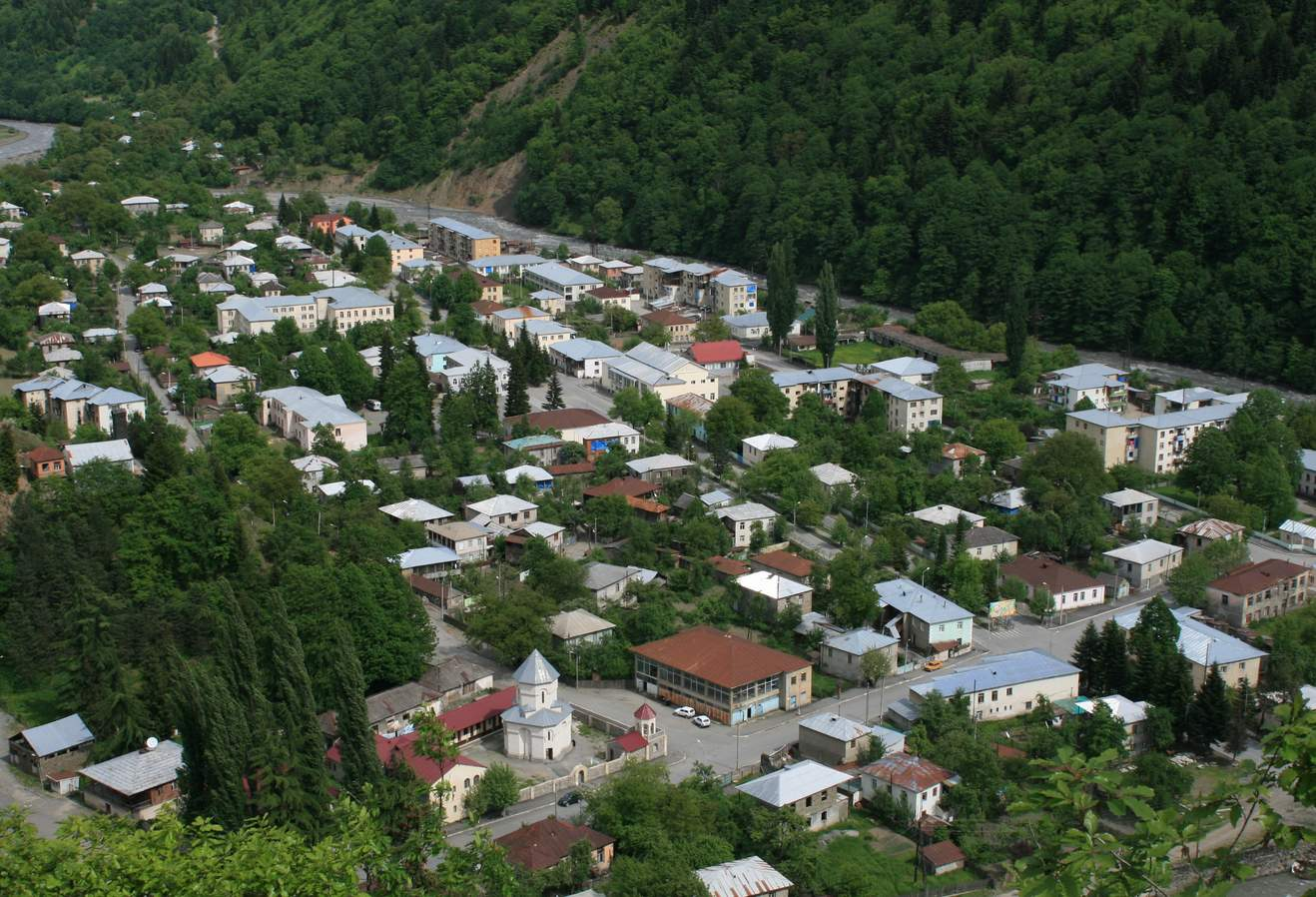
倫泰希

倫泰希，是格魯吉亞北部拉恰-列其呼米和下斯瓦内蒂倫泰希市鎮的城鎮及其行政中心。處於首都第比利斯西北面323公里。